# Josef Viewegh
Josef Viewegh (* 15. září 1968) je dramaturg a producent působící v České televizi.

## Život
V roce 1996 úspěšně dostudoval scenáristiku a dramaturgii na FAMU. Od roku 2013 pracuje jako kreativní producent v Tvůrčí producentské skupině Josefa Viewegha v České televizi. V letech 2000–2002 působil jako producent, režisér a scenárista cyklu Ze života zvířat. Od roku 1996 do roku 2000 pracoval na publicistických pořadech jako redaktor, režisér nebo dramaturg publicistických pořadů (Nadoraz, Na vlastní oči). 

## Pořady a filmy
- Cirkus Bukowsky
- Škoda lásky
- Šumné stopy
- Nejlepší trapasy
- Gangster Ka
- Gangster Ka: Afričan
- Špunti na cestě
- Osada
- Rapl I
- Rapl II
- Vzteklina
- Volha
- Osada 2
- Oktopus